# Магабаліпурам
Магабаліпурам (там. மகாபலிபுரம்) або Мамаллапурам (там. மாமல்லபுரம்) — місто в індійському штаті Таміл-Наду на Кормандельському березі Бенгальської затоки, розташоване за 50 км на південь від столиці штату, міста Ченнаї. З 7 до 9 століття місто було головним портом держави Паллава, з часів якої збереглося багато храмів та інших історичних пам'яток, завдяки яким місто занесене до списку Світової спадщини ЮНЕСКО. Крім того, місто є туристичним центром і курортом, також тут розвинуто рибальство.
Згідно з переписом населення 2001 року, населення міста становить 12049, з яких 52 % чоловіків. Середній рівень грамотності 74 % (середній по країні 60 %). 12 % населення має вік до 6 років. У місті розташовано багато дитячих притулків, що також намагаються привертати туристів заради отримання коштів.

## Історія
Місто виникло в 7 столітті як головний порт королівства Палава під назвою Мамалапурам. Найбільшого розквіту місто досягло в період правління Нарасімха-вармана I (630—668 рр.) та Нарасімха-вармана II (700—728 рр.) Тоді ж з'являються більшість храмів та кам'яних барельєфів Мамалапурама. З епохи Палавів, яка тривала до IX століття, збереглися різноманітні пам'ятки архітектури та скульптури, висічені в монолітних гранітних скелях. У 1984 році пам'ятки Магабаліпурама були включені до переліку Світової спадщини ЮНЕСКО.

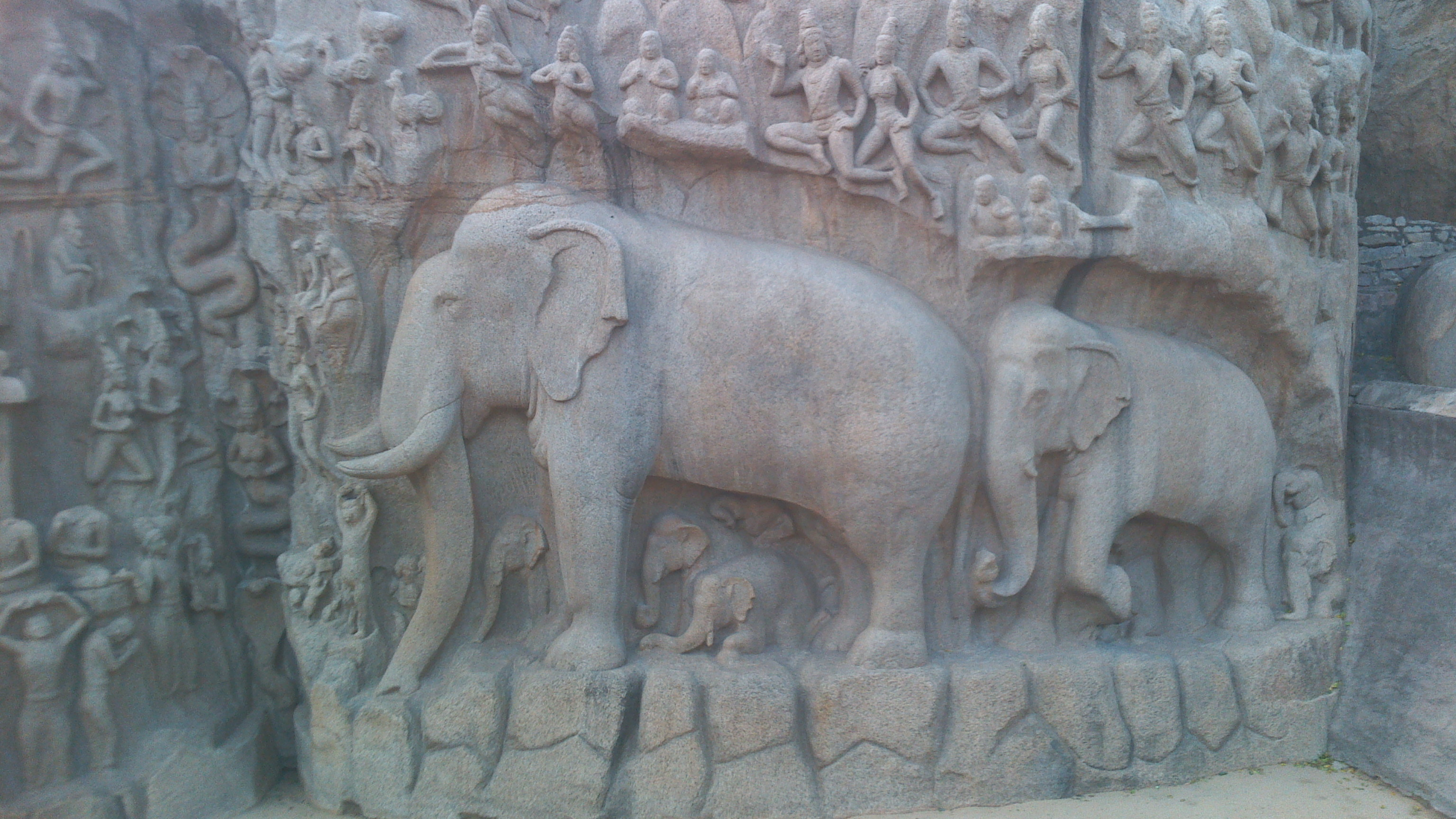
Статуя слона Магабаліпурам

## Пам'ятки
У місті розташовано багато пам'яток, здебільшого вирізьблених із каменю монолітів, що є одними з найкраще збережених зразків ранньої дравідійської архітектури і що також характеризуються буддистськими елементами. Серед них є печерні храми, кам'яні колісниці, скульптурні барельєфи та храми. Колони храмів збудовані у класичному дравідійському стилі.
Серед найвідоміших із них — храм Панча-Рата, що містить п'ять величезних кам'яних колісниць, названих іменами Пандавів.

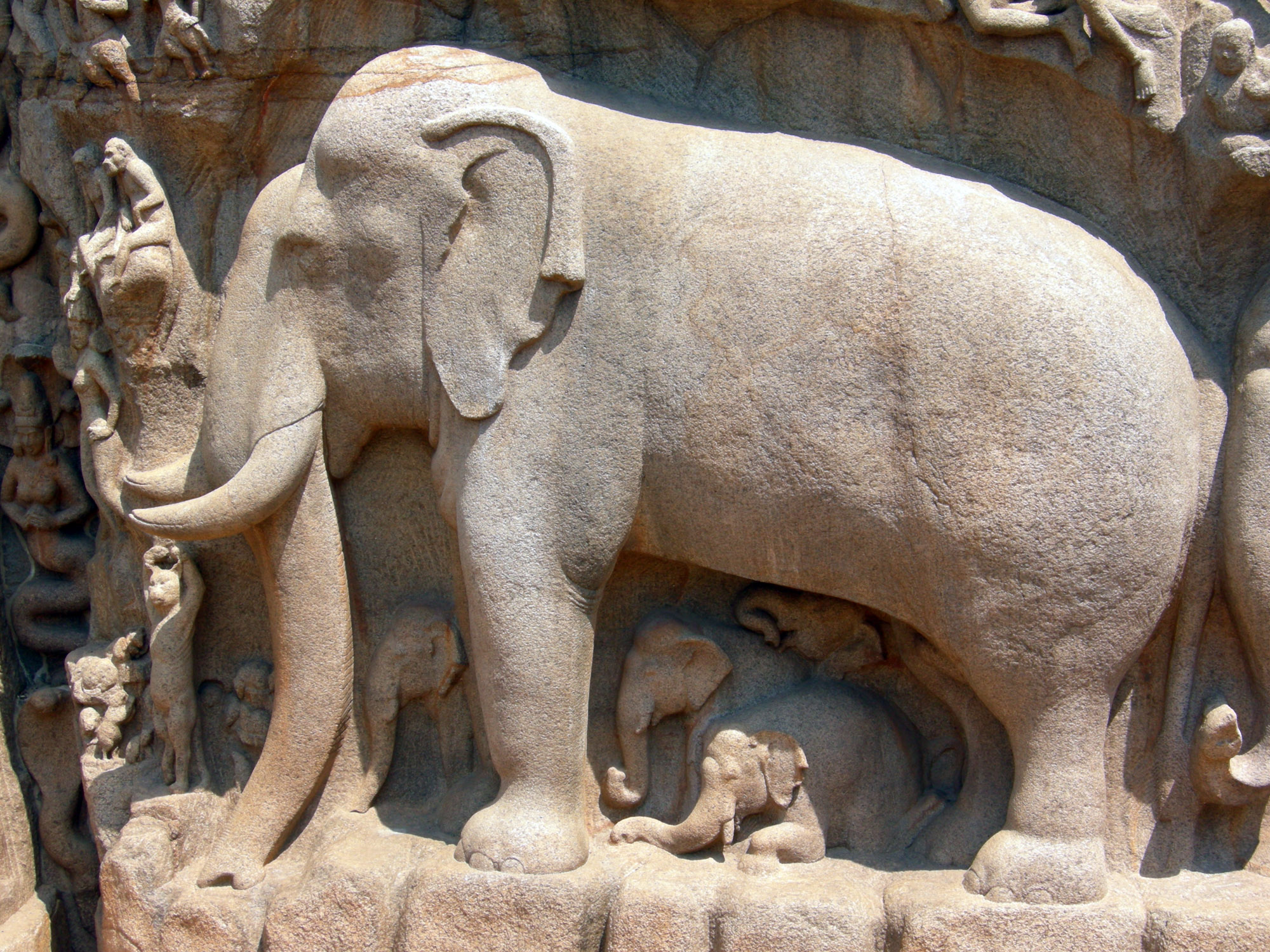
Слон у натуральну величину та інші фігури, вирізьблені у граніті